# Accidente del Mil Mi-17 de 2020
El accidente del Mil Mi-17 de la Fuerza Aérea del Perú (FAP) tuvo lugar el 7 de julio de 2020, cuando el helicóptero con número de cola 664, perteneciente al Grupo Aéreo N° 3 se precipitó a tierra en el departamento de Amazonas. La nave cumplía la misión de traslado de víveres del programa de asistencia gubernamental Qali Warma para la población de la comunidad awajún como parte de la respuesta a la pandemia de COVID-19 en Perú. En el accidente fallecieron todos los ocupantes de la aeronave: los cuatro tripulantes y tres proveedores que tenían a su cargo la entrega de los productos.

## Desaparición
El helicóptero había partido del helipuerto de Urakusa, en Santa María de Nieva, a las 12:50 aproximadamente y se precipitó a una quebrada cercana a la comunidad nativa de Chijas, en el distrito de Imaza, provincia de Bagua del departamento de Amazonas.
Al no llegar a su destino, un helicóptero del Ejército del Perú inició la búsqueda de la aeronave en su ruta planeada sin obtener resultados. Debido a las malas condiciones meteorológicas la búsqueda fue suspendida en horas de la tarde siendo reprogramado su inicio para la mañana del día siguiente. En paralelo, el Alto Mando de la FAP había dispuesto el inmediato traslado de un avión con personal de Fuerzas Especiales calificado en búsqueda y rescate con destino a Amazonas para intensificar las labores de búsqueda.

## Ocupantes

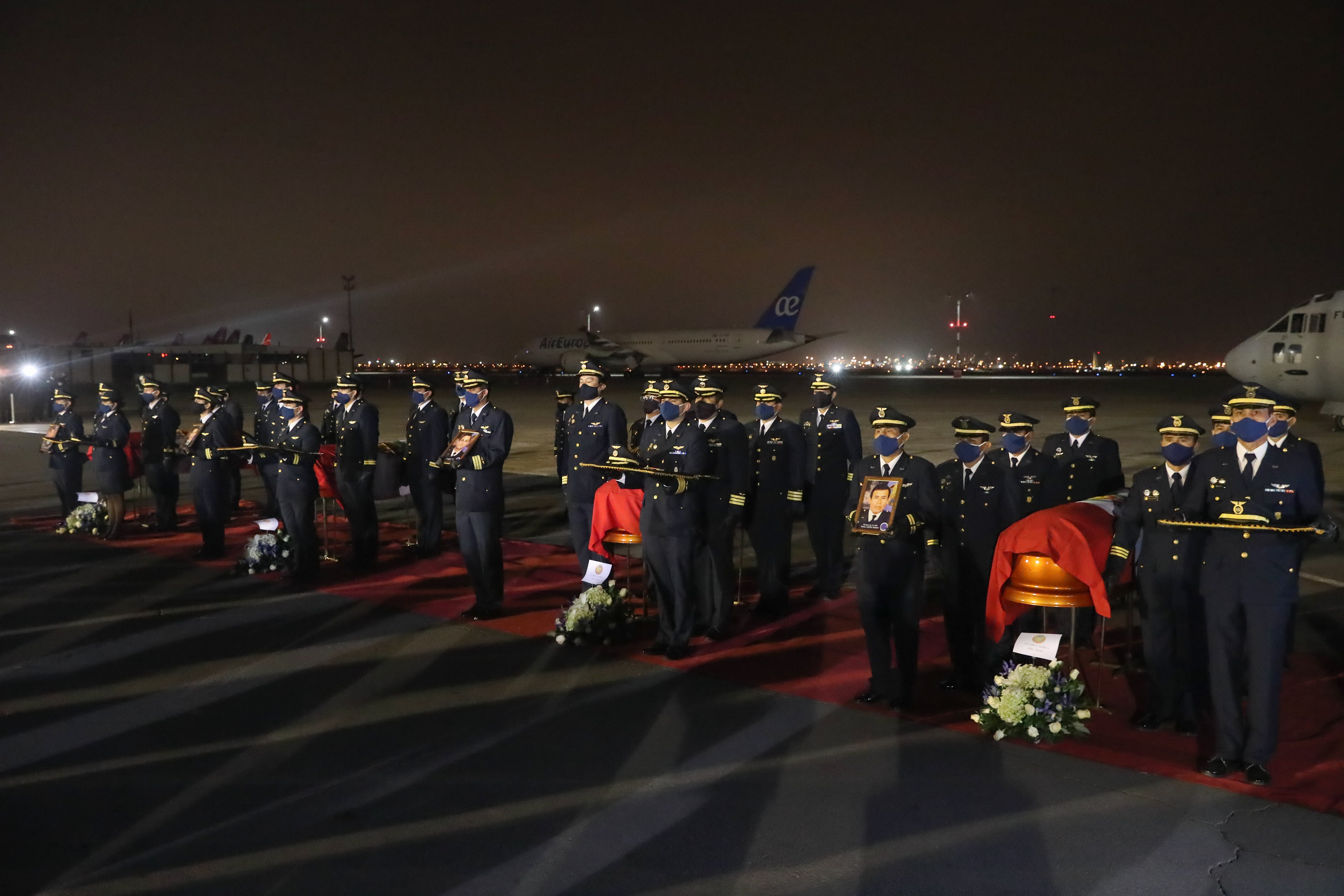
Honores fúnebres de la Fuerza Aérea del Perú a los fallecidos en el accidente.

La tripulación de la aeronave estaba conformada por el Comandante FAP Luis Manuel Humberto Flores Muñoz, Capitán FAP Bryan Steve Calleja Martins, Técnico de 1.ª FAP Ronal Wilton Cortez Miñope y Técnico de 2.ª FAP Nicolás Estrada Orejón.  Con ellos además viajaban Elmer Herrera Chuquimes, Reu Wisum Piitug y Sabino Shawit Najamtai.

## Noticias asociadas
El helicóptero fue reportado como desaparecido el día 7 de julio en horas de la tarde, y fue ubicado al día siguiente. Al conocerse la confirmación del fallecimiento de sus ocupantes, el presidente del Perú Martín Vizcarra expresó sus condolencias a los familiares de los caídos y pidió un minuto de silencio en su honor durante el mensaje a la nación transmitido a nivel nacional el día jueves 8 de julio.  El mandatario manifestó lo siguiente: “Nuestras condolencias para los familiares de estos valerosos peruanos que se suman a muchos que han perdido la vida en el combate a esta pandemia. La pérdida de un peruano si bien acongoja y duele a sus familias, nos duele a todos los peruanos”.
Los cuerpos de los militares fallecidos fueron recibidos con honores militares en la Base Aérea del Callao por el presidente del Consejo de Ministros Vicente Zeballos, por el ministro de Defensa Walter Martos Ruiz, por el comandante general de la FAP Rodolfo García Esquerre, así como por el jefe del Comando Conjunto de las Fuerzas Armadas César Astudillo Salcedo, el comandante general  del Ejército Jorge Céliz Kuong y el comandante general de la Marina Fernando Cerdán Ruiz .

## Causas
Las causas del accidente se encuentran en investigación, a cargo de una junta activada inmediatamente por la FAP al tomar conocimiento del suceso.
La aeronave fue fabricada en 1986 en la ex Unión Soviética, y fue comprada por el Perú en 1992. Había recibido mantenimiento completo en la Federación Rusa en 2014.

## Militares fallecidos
- Comandante FAP Luis Manuel Humberto Flores Muñoz. Calificado como piloto instructor, excombatiente contra la subversión en el VRAEM. Tenía felicitaciones por acciones de rescate en montaña y evacuación aero médica. Dedicó buena parte de su carrera a la implementación del sistema contraincendios para luchar contra fuegos forestales, a la capacitación de tripulaciones aéreas y a la ejecución de simulacros nacionales.[8]
- Capitán FAP Bryan Steve Calleja Martins. Oficial graduado como Espada de Honor de su promoción. Contaba con experiencia en evacuaciones aero médicas en emergencias por terremotos y durante el fenómeno de El Niño que azotó la costa peruana en 2017.[8]
- Técnico de Primera Ronal Wilton Cortez Miñope. Contaba con experiencia como excombatiente del VRAEM. Había sido reconocido en evacuaciones aero médicas y combate contra incendios forestales.[8]
- Técnico de Segunda Nicolás Estrada Orejón. Había sido reconocido por la ejecución de operaciones de extracción y rescate de combatientes en el VRAEM y por su participación en acciones de apoyo a la respuesta ante el fenómeno de El Niño de 2017.[8]